# Castelo de São Hilarião
O Castelo de São Hilarião é um castelo medieval do século X. Está localizado na cordilheira de Cirénia, perto da cidade de mesmo nome, em Chipre. O castelo está posicionado para proteger a estrada entre Cirénia e Nicósia. Existem três fortalezas localizadas nas montanhas de Cirénia, o Castelo de Buffavento e o Castelo de Kantara, sendo que o de Castelo de Buffavento e Castelo de São Hilarião é o mais bem preservado.

## História
No século X foi construído no local um monastério, que recebeu o nome de um monge que supostamente escolheu o local para se tornar um eremita.
No século seguinte durante o controle pela Casa de Lusinhão o local passou a ser fortificado e as instalações foram ampliadas e melhoradas no governo de Guido de Lusinhão que utilizou o lugar como residência.
No século XIII a família Ibelin assumiu a fortificação. Em 1232 o castelo foi o centro de um cerco e batalhas que duraram quatro anos contra Frederico II do Sacro Império Romano-Germânico que no final foi vencido na Batalha de Agridi. Em 1373 durante a Guerra de Chipre-genovesa, o castelo foi novamente sitiado e defendido com sucesso pelas forças de Tiago de Lusinhão.

## Estrutura

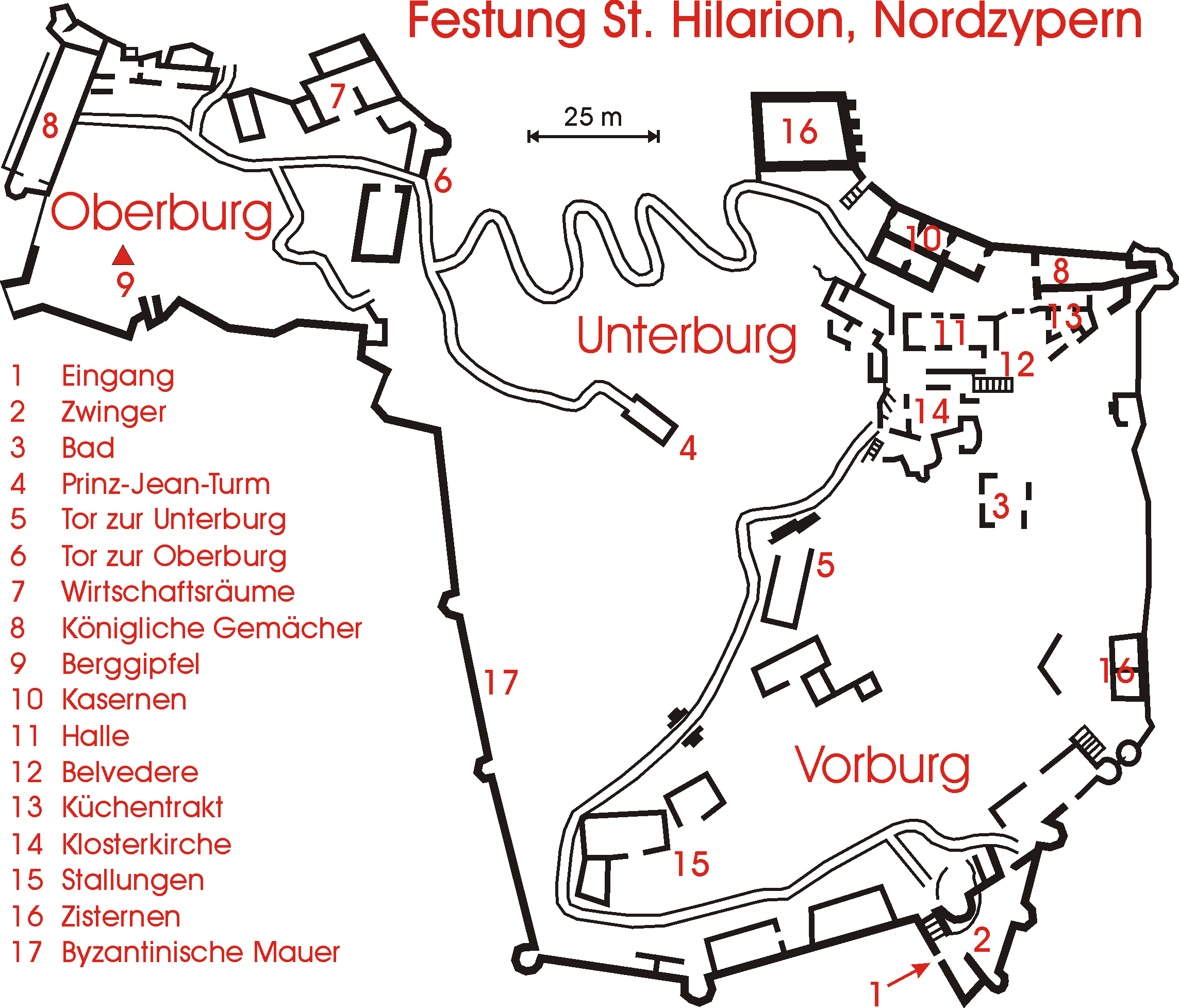
Planta baixa da fortificação.

O castelo é dividido em três áreas principais, o setor inferior, ocupando a encosta sul abaixo do cume rochoso; a ala do meio, a parte principal do lado leste; e a ala superior, entre as cristas gêmeas do cume.
A fortificação foi construída conforme a sua utilização. A área mais baixa abrigava os estábulos e as casas dos homens de armas. A Torre do Príncipe João está localizado em um penhasco acima do castelo inferior. A igreja está na área central. O acomodações superiores eram reservadas para os nobres e era acessada através de um arco bem preservado. As instalações da fazenda estão localizadas no oeste, perto dos aposentos reais. Ao longo da parede ocidental, há uma vista impressionante da costa norte de Chipre, com vistas da cidade de Cirénia, pela Janela da Rainha.
Grande parte do castelo foi demolido pelos venezianos no século XV com o objetivo de reduzir o tamanho da guarnição que era abrigada no local e o custo de manutenção das instalações.
O local voltou a ser utilizado para fins militares durante os confrontos entre cipriotas turcos e cipriotas gregos em 1964.

## Galeria

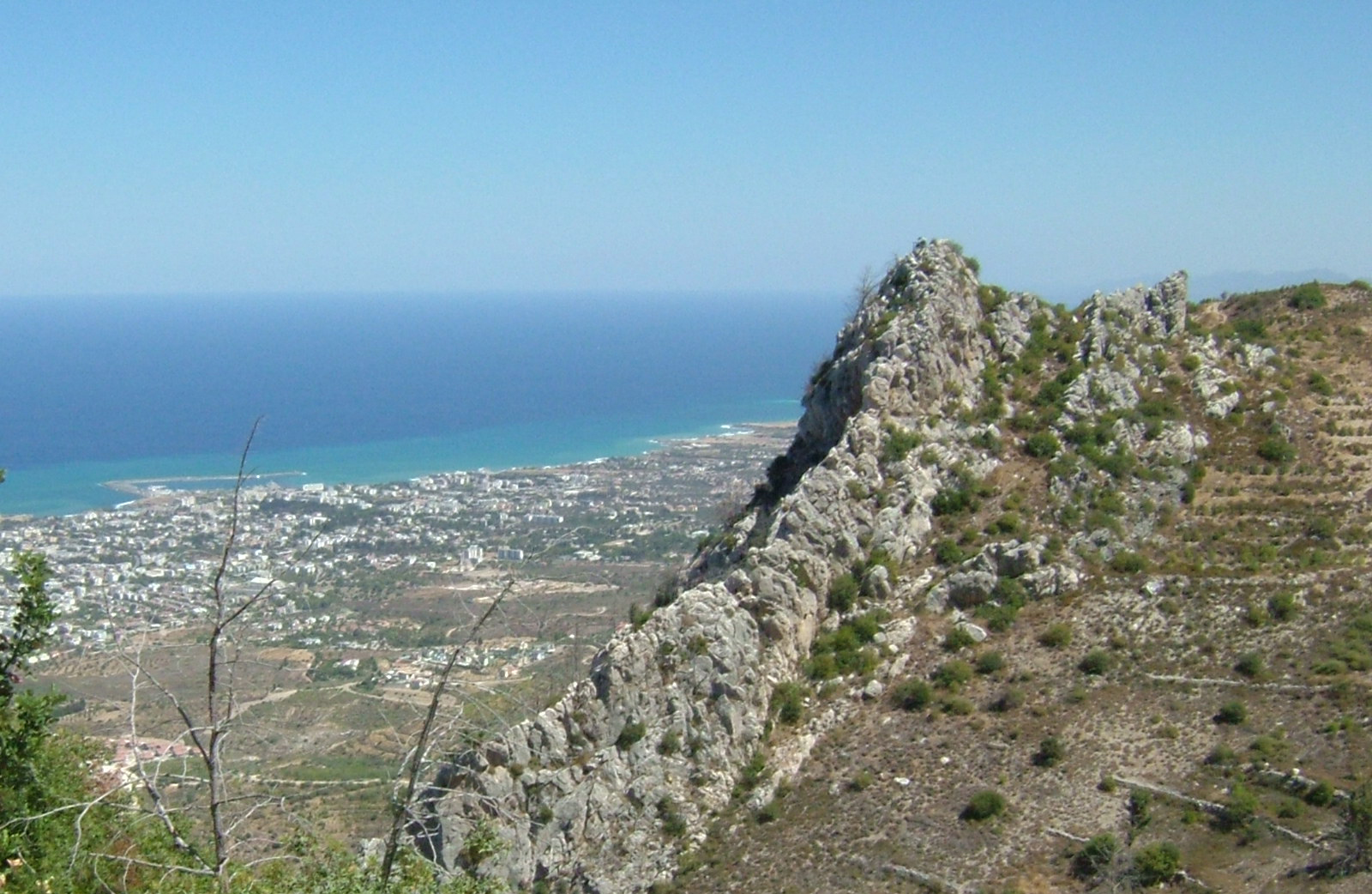
Ruinas da muralha
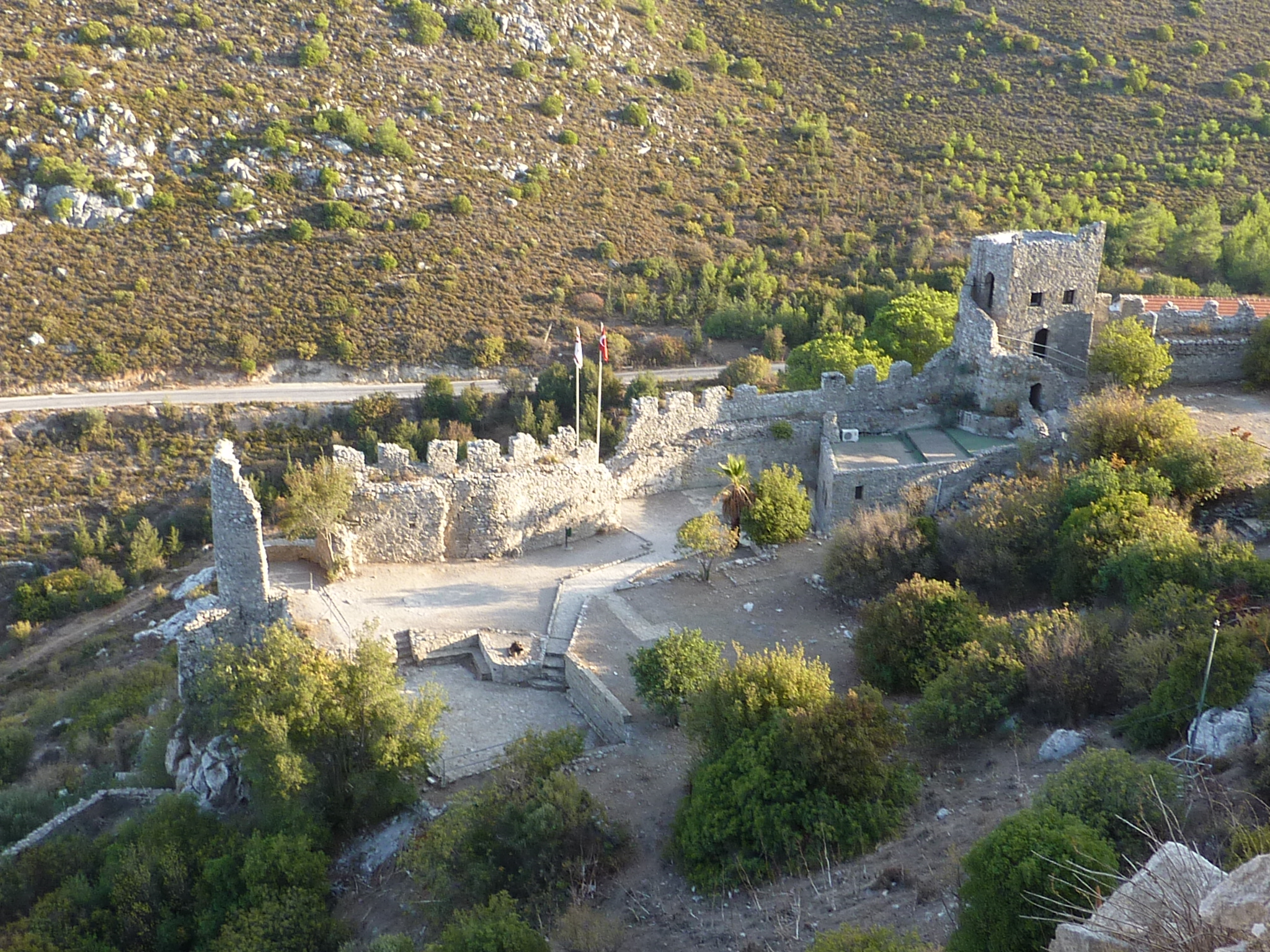
Visão geral
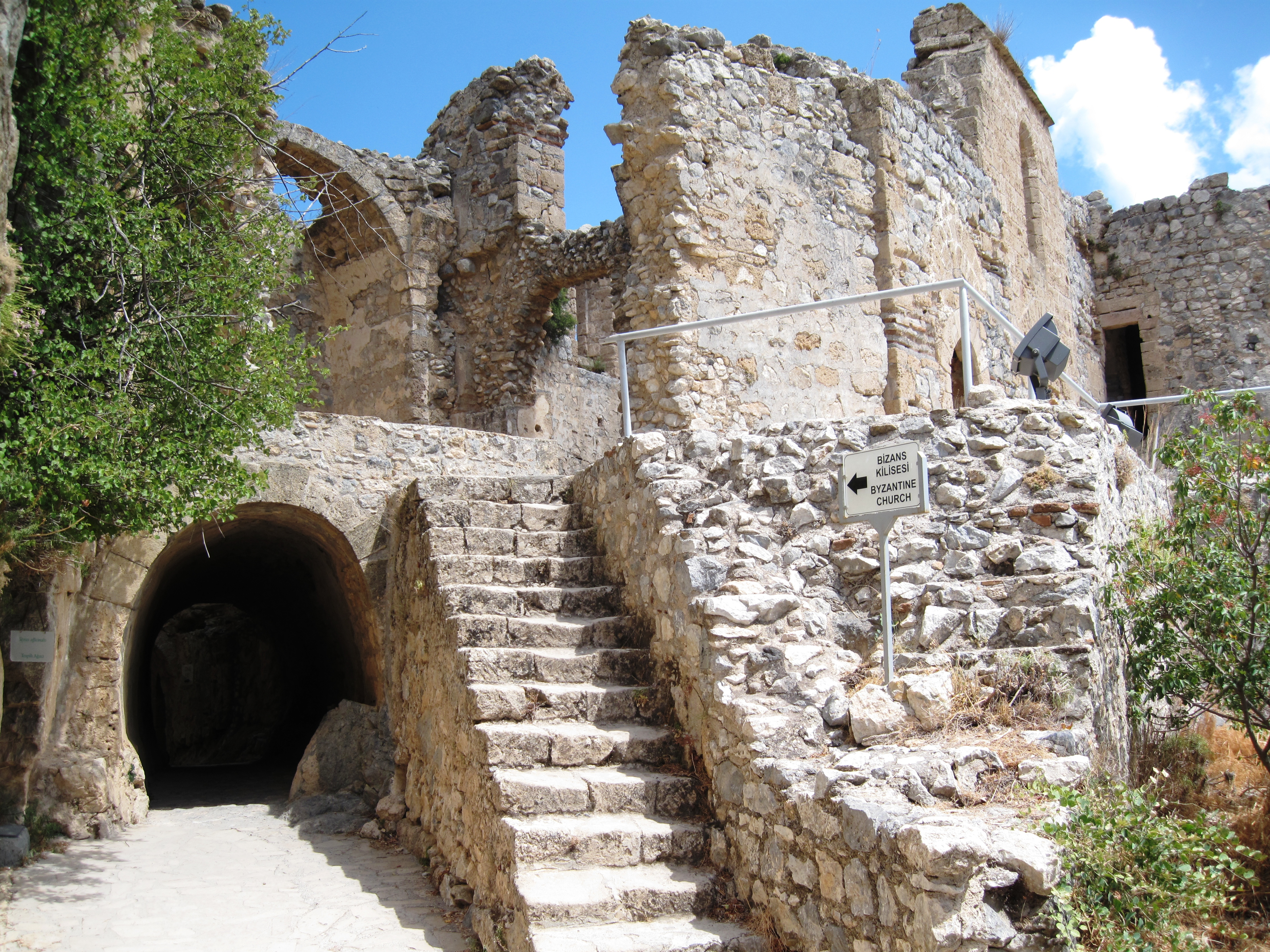
Visão interna
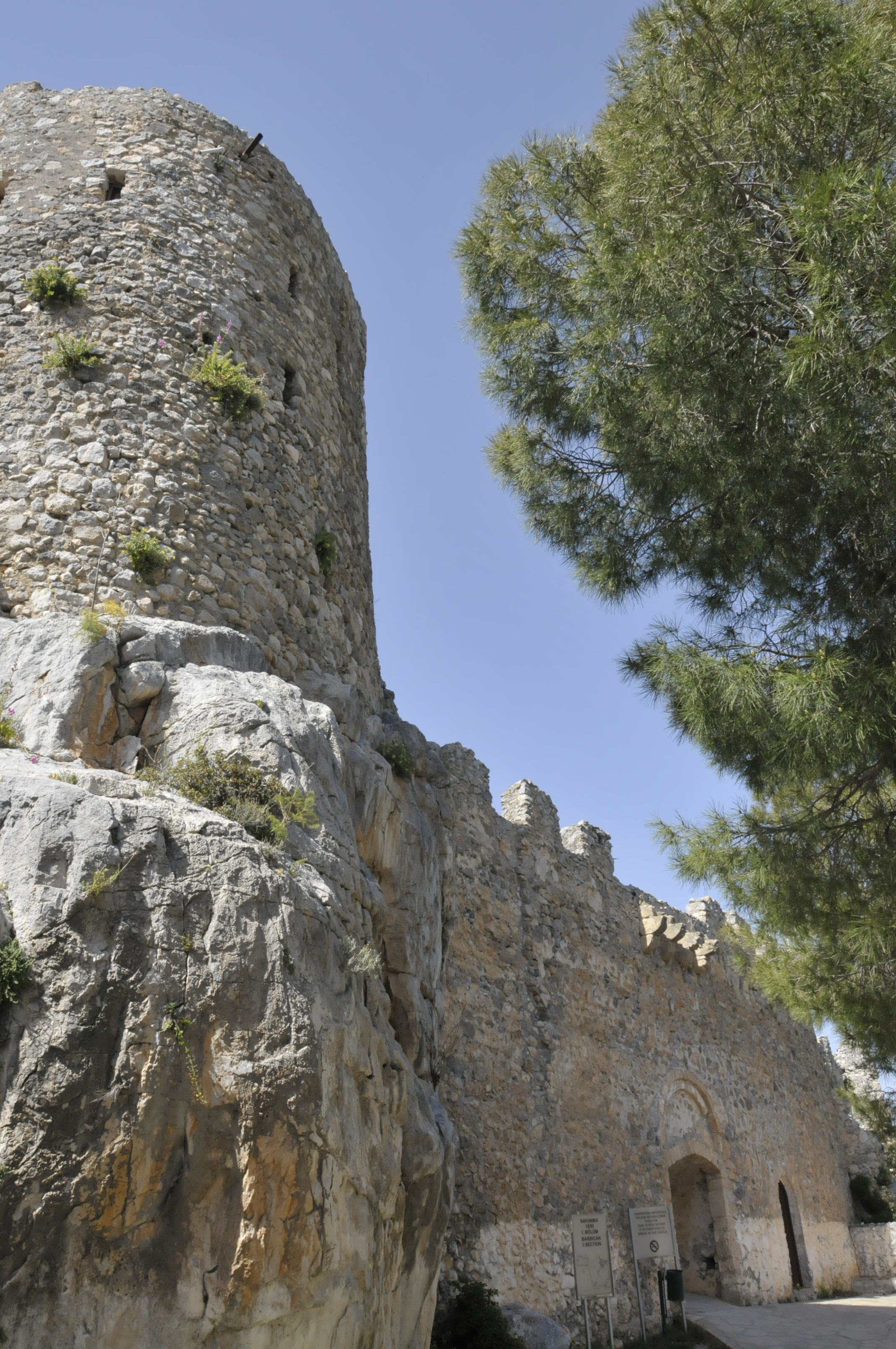
Torre do castelo
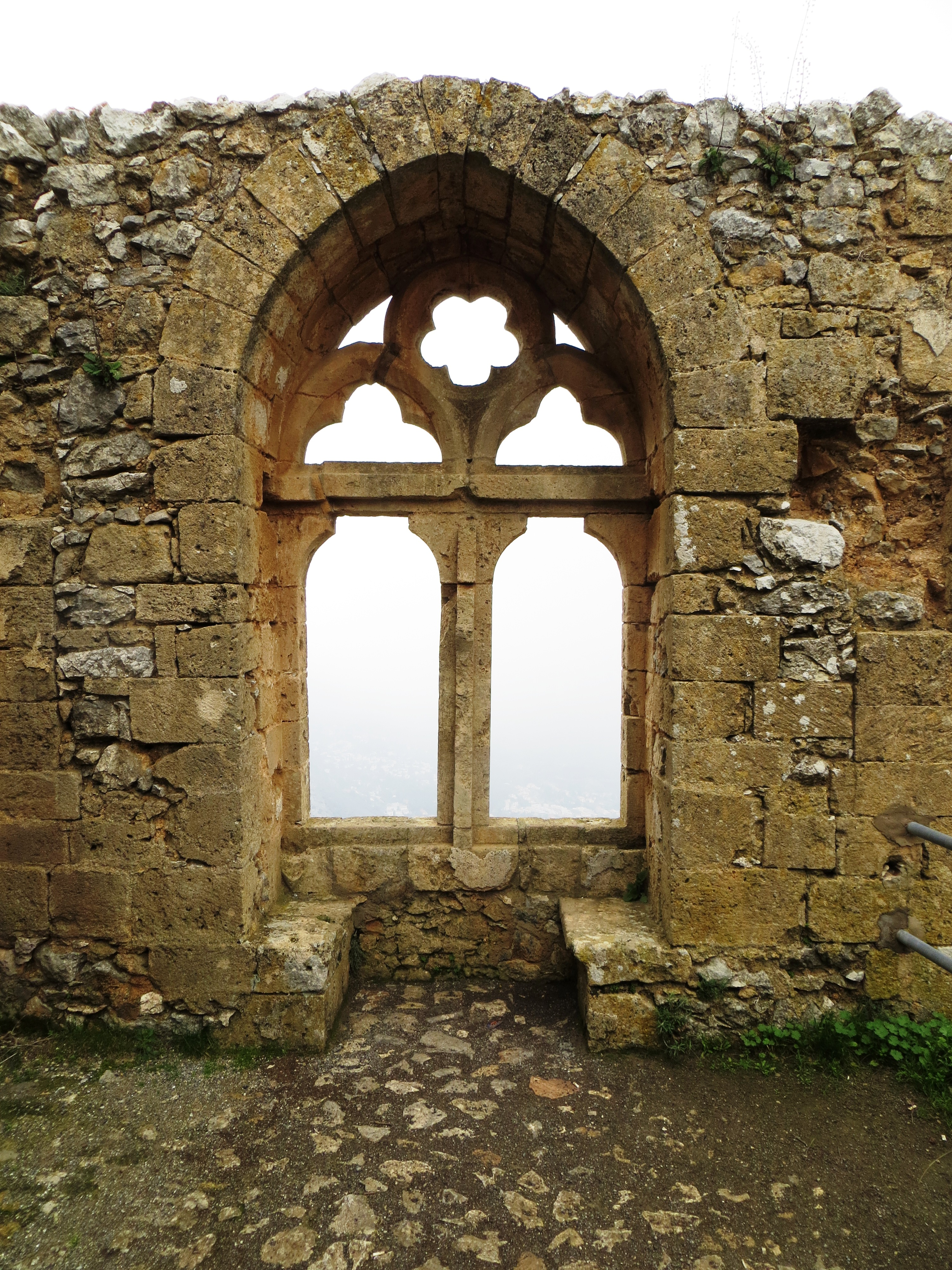
Vista da janela da rainha (Leonor da Aquitânia)
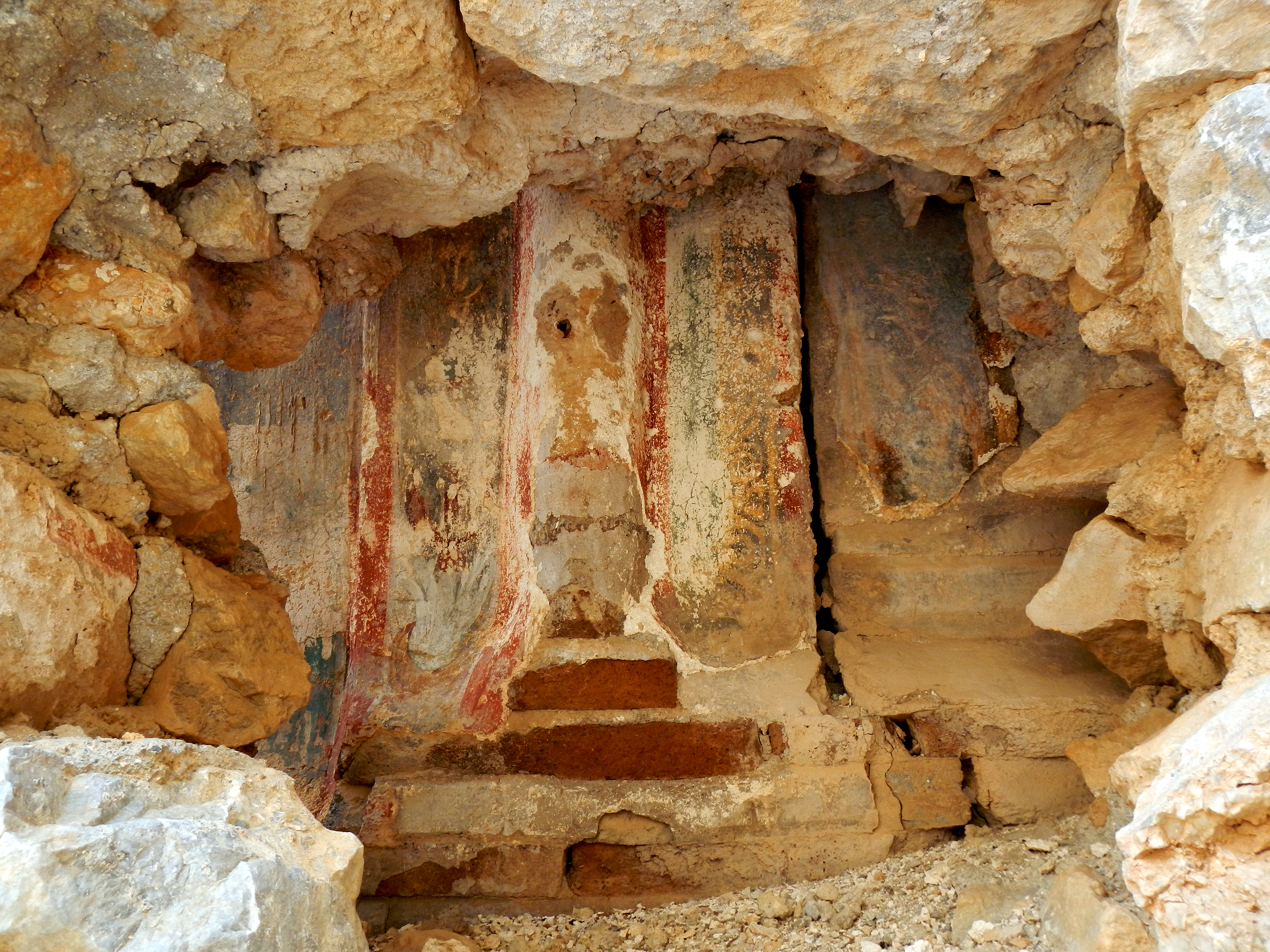
Capela bizantina